# Lorenzo Perazzolo
Lorenzo Perazzolo (Mantova, 30 ottobre 1984) è un pallavolista italiano.

## Carriera
Alto 198 cm, gioca da opposto a Padova dalla stagione 2007/2008, con la quale si è distinto per le ottime capacità a schiacciare in diagonale, ma anche in battuta, collezionando 16 ace nelle prime 5 giornate del campionato 2007/2008.
Inizia la sua carriera nelle giovanili di Mantova nel 1993, a soli 9 anni, e ottiene la prima soddisfazione nel 2000 quando passa in prima squadra in serie A2, che però retrocede in B1. Perazzolo decide comunque di rimanere ancora a Mantova. Nella stagione successiva viene acquistato da Montichiari, in Serie A1, con cui rimane fino alla stagione 2006-2007, intervallata solo da una parentesi in A2 con Castelnuovo tra il 2004 e il 2005. La consacrazione giunge tra il 2005 e il 2007 con Montichiari, quando, pur non essendo titolare, viene chiamato da Gian Paolo Montali in Nazionale, debuttando il 13 gennaio 2005 a Verona in Volley4Asia tra Italia e All Star, partita vinta per 3-2.